# Orbea abayensis
Orbea abayensis là một loài thực vật có hoa trong họ La bố ma. Loài này được (M.G. Gilbert) Bruyns mô tả khoa học đầu tiên năm 2000.